# Khúc côn cầu trên cỏ tại Thế vận hội Mùa hè 2008
Giải khúc côn cầu trên cỏ tại Thế vận hội Mùa hè 2008 diễn ra từ ngày 10 đến ngày 23 tháng 8 năm 2008 tại Bắc Kinh.

## Kết quả

### Nam
| Vàng | Bạc | Đồng |
| Đức | Tây Ban Nha | Úc |
| - Philip Witte - Maximilian Mueller - Sebastian Biederlack - Carlos Nevado - Moritz Fuerste - Jan-Marco Montag - Tobias Hauke - Tibor Weissenborn - Benjamin Wess - Niklas Meinert - Timo Wess - Oliver Korn - Christopher Zeller - Max Weinhold - Matthias Witthaus - Florian Keller - Philipp Zeller - Markus Weise (Huấn luyện viên trưởng) | - Francisco Cortes - Santiago Freixa - Francisco Fabregas - Victor Sojo - Alex Fabregas - Pol Amat - Eduard Tubau - Roc Oliva - Juan Fernandez - Ramon Alegre - Xavier Ribas - Albert Sala - Rodrigo Garza - Sergi Enrique - Eduard Arbos - David Alegre - Maurits Hendriks (Huấn luyện viên trưởng) | - Jamie Dwyer - Liam de Young - Rob Hammond - Mark Knowles - Eddie Ockenden - David Guest - Luke Doerner - Grant Schubert - Bevan George - Andrew Smith - Stephen Lambert - Eli Matheson - Matthew Wells - Travis Brooks - Kiel Brown - Fergus Kavanagh - Des Abbott - Barry Dancer (Huấn luyện viên trưởng) |

### Nữ
| Vàng | Bạc | Đồng |
| Hà Lan | Trung Quốc | Argentina |
| - Maartje Goderie - Maartje Paumen - Naomi van As - Minke Smabers - Marilyn Agliotti - Minke Booij - Wieke Dijkstra - Sophie Polkamp - Ellen Hoog - Lidewij Welten - Lisanne de Roever - Miek van Geenhuizen - Eva de Goede - Janneke Schopman - Eefke Mulder - Fatima Moreira de Melo - Marc Lammers (Huấn luyện viên trưởng) | - Nhiệm Diệp - Trương Ích Manh - Cao Lệ Hoa - Trần Thu Kỳ - Triệu Ngọc Điêu - Lý Hồng Hiệp - Trình Huy - Đường Xuân Linh - Chu Uyển Phong - Mã Dặc Bác - Phó Bảo Vinh - Phan Phượng Trinh - Hoàng Tuấn Hà - Tống Thanh Linh - Lý Sảng - Trần Triệu Hà - Kim Chang-back (Huấn luyện viên trưởng) | - Paola Vukojicic - Belén Succi - Magdalena Aicega - Mercedes Margalot - Mariana Rossi - Noel Barrionuevo - Gisele Kañevsky - Claudia Burkart - Luciana Aymar - Mariné Russo - Mariana González Oliva - Soledad García - Alejandra Gulla - María de la Paz Hernández - Carla Rebecchi - Rosario Luchetti - Gabriel Minadeo (Huấn luyện viên trưởng) |